# António de Sousa
António de Sousa fue un poeta portugués nacido en Oporto en 1898. Licenciado en Derecho por la Universidad de Coímbra, colaboró con Ícaro, Byzancio, Vértice, Tríptico, Presença, Portucale, O Diabo y Revista de Portugal. Murió en Oeiras en 1981. 
Antonio de Sousa vivió desde los años 50 en su casa de Algés. Profundamente afectado por la muerte de su esposa, Alice Toufreloz Brito de Sousa, dejó de frecuentar los cafés de Lisboa y se retiró a una vida ascética, con sus libros, un viejo gato negro y solo visitado por su nieta, Maria João.

## Obra publicada
- Caminhos (1933, Lisboa, Edições Seara Nova)
- Ilha Deserta (1937, Edições Presença; 1954, 2.ª ed., Lisboa, Inquérito)
- Sete luas (1943, Coimbra; 1954, 2.ª ed., Lisboa, Inquérito)
- O náufrago perfeito (1944, Coimbra)
- Jangada (1946, Coimbra, Coimbra Editora)
- Livro de Bordo (1950, Lisboa , Editorial Inquérito; 1957, 2.ª ed., Lisboa, Europa-América)
- Linha de terra (1951, Lisboa, Inquérito)
- Terra ao Mar (1954, Lisboa , Inquérito)
- A ilha de Sam Nunca (1982, Angra do Heroísmo, Sec. Reg. Assuntos Culturais,  Antologia org. por Natália Correia)